# ディヴェルティメント第1番 (モーツァルト)
ディヴェルティメント第1番 変ホ長調 K.113は、ヴォルフガング・アマデウス・モーツァルトが作曲したディヴェルティメント。クラリネットを初めて使った作品として知られる。
1769年から1771年にかけて父レオポルトと共にイタリアへ旅行した際に、1771年の11月にミラノで作曲されたと推定されている。のちに1773年の春にモーツァルト自身によって改訂された。なお、1771年に作曲された方は第1稿で、1773年にクラリネットを加え、改訂された方は第2稿である。
原稿の表紙にはモーツァルト自身の手（レオポルトが書いたとも言われている）で「8声の協奏曲、またはディヴェルティメント」と書かれている。モーツァルトがこれを「協奏曲」という風に呼んだのは、今日のソロ・コンチェルトやバロック風の合奏協奏曲（コンチェルト・グロッソ）の意味ではなく、各パートがそれぞれの持味を自由に発揮する音楽といった意味である。また「ディヴェルティメント」と呼んだのは、オーケストラ用の室内の意味に過ぎず、集会の音楽としてではなく、「観賞用」に作られて演奏されたものである。

## 構成
4楽章からなり、演奏時間は約12分。
- 第1楽章 アレグロ - 変ホ長調、4分の4拍子。ソナタ形式。
- 第2楽章 アンダンテ - 変ロ長調、4分の3拍子。リート形式。
- 第3楽章 メヌエット（トリオ） - 変ホ長調。
- 第4楽章 アレグロ - 変ホ長調、4分の2拍子。ソナタ形式。